# Moses Popper

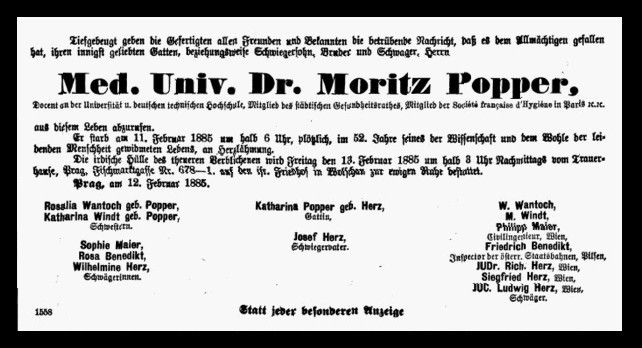
Oznámení o úmrtí dr. Moritze Poppera, Prager Tagblatt v. 13.02.1885

Moses Popper (12. října 1833 Praha – 11. února 1885 Praha), někdy uváděný jako Moriz Popper, byl pražský německý lékař, hygienik, docent zdravotnické statistiky na německé lékařské fakultě a docent pro nemoci z povolání na německé polytechnice v Praze. Jako člen pražské zdravotní rady a městský zastupitel usiloval o zlepšení hygienických poměrů ve městě, zejména výstavbou vodovodu a kanalizace. Publikoval odborné texty a přispíval populárními články do deníku Bohemia.

## Život
Narodil se 12. října 1833 v pražské židovské rodině. V Praze vystudoval gymnázium a r. 1860 byl promován na zdejší lékařské fakultě. Stal se asistentem na poliklinice a pak zhruba do roku 1870 sekundářem židovské všeobecné nemocnice. Řadu let poté pracoval jako praktický lékař.
Věnoval se hygieně, zdravotnické statistice a problematice nemocí z povolání. Roku 1878 byl jmenován mimořádným docentem statistiky na pražské univerzitě. Když v roce 1879 propukla v Rusku morová (?) epidemie, byl Popper přijat jako zástupce spolku německých lékařů do rozšířené pražské zdravotní rady, kde prosazoval reformy. Sestavil například komisi, která prohlížela domy po zdravotní stránce a vytýkala nedostatky; pro systematické sledování zdravotní situace ve městě navrhoval vést základní knihu. Angažoval se v oblasti zásobování vodou a kanalizace; společně s dalšími odborníky doporučoval využívat spodní vodu z oblasti kolem Staré Boleslavi a Vestce (dnešní Vodní zdroj Káraný) místo závadné vody z Vltavy, narážel ale přitom na překážky finanční i politické. Dvanáct let rovněž zasedal v pražském obecním zastupitelstvu, kam byl zvolen za Josefov.
Byl také docentem pro nemoci z povolání na pražské německé polytechnice. Přispíval pravidelnými zdravotními články do deníku Bohemia.
11. února 1885 ho během přednášky na polytechnice ranila mrtvice. Zajistili mu dopravu domů, ale zemřel ve voze ještě během převozu. Pohřben byl 13. února na židovském hřbitově na Olšanech za účasti řady osobností. Jeho nástupcem v deníku Bohemia se stal dr. Theodor Altschul.
Úřední zdroje (např. matrika narozených, matrika zemřelých Národní archiv, Matrika zemřelých židovské obce v Praze 1885, s. 201. a přihláška k trvalému pobytu) shodně uvádějí rodné jméno Moses. Na parte a v jednom z nekrologů je ale uveden jako Moriz Popper. Články v tisku vydané během jeho života většinou jeho rodné jméno neuvádějí, případně jen zkratkou „M.“

## Dílo
Vedle populárních článků a přehledů v deníku Bohemia samostatně vydal následující odborné publikace:
- Ueber Lebensdauer und Beruf (1879), O délce života a povolání
- Die Bakterien und der Milzbrand (1882), Baktérie a anthrax
- Die Choleragefahr (1884), Nebezpečí cholery
- Zweiter Bericht über die Reinigung und Entwässerung der Stadt Prag (1884), Druhá zpráva o čištění a odvodňování města Prahy